# Alfred Day Hershey
Alfred Day Hershey (4 de diciembre de 1908-22 de mayo de 1997) fue un científico estadounidense.

## Trayectoria
Estudió química y se doctoró en bacteriología en 1934 en la Universidad de Míchigan (Michigan State College). En 1950 se trasladó al Instituto Carnegie en el departamento de genética en Washington.
En 1952, junto con Martha Chase, confirmó que el ADN es la base del material genético, y no las proteínas. Este trabajo es recordado como el experimento de Hershey y Chase.
Por sus trabajos sobre el mecanismo de replicación de los virus y su estructura genética se le otorgó el Premio Nobel de Fisiología o Medicina en 1969, que compartió con Salvador Edward Luria y Max Ludwig Henning Delbrück.
En 1981, Hershey se convirtió en miembro fundador del Consejo Cultural Mundial.